# 파브리-페로 간섭계

파브리-페로 간섭계(영어: Fabry–Pérot interferometer)은 1800년대에 샤를 파브리와 알프레드 페로에 의하여 고안된 간섭계이다. 파브리-페로 구조는 일반적으로 두 개의 고반사율을 가지는 거울 사이에 하나의 공진층(cavity)을 삽입함으로써 구성된다. 필터의 기본원리는 광섬유를 통하여 전달된 λ1, λ2, λ3, λ4, λ5,······의 여러 파장이 필터에 입사되면 공진층에서 다중간섭현상을 발생시켜 특정한 파장만 투과 시키고 다른 파장들은 반사시킴으로써 원하는 데이터만 선별하게 된다.

## 설명
Fig. 1에서는 파브리-페로 필터의 기본원리를 도식적으로 보여주고 있다. 파브리-페로 필터를 구성하는데 있어 가장 단순한 종류의 주기적 다층 박막은 1/4파장의 광학적 두께를 여러 번 쌓아서 만드는 것이다. 1/4파장이나 1/2파장 광학 두께는 광학박막의 특성을 이해하는데 많은 도움이 되고 근사계산을 할 수 있어 광학 박막의 설계와 제작에 널리 이용되고 있다.
Fig. 2는 고굴절 물질과 저굴절 물질이 교대로 된 주기적 구조의 고반사율 다층 박막 거울을 보여주고 있다. 이런 다층 박막을 투과하는 파장의 대역폭은 굴절률 비 nH/nL가 증가함에 따라 넓어지고, 반사율과 투과도는 층의 수에 따라 높아진다.[13] 이와 같이, 다층 광학 박막의 설계에서는 주어진 반사율 스펙트럼에 맞도록 박막의 굴절률, 층의 수와 두께 등을 고려하여야 한다. 일반적으로 박막의 적층구조 거울 사이에 cavity를 가지는 파브리-페로 필터의 구조는 아래와 같다.

## 참고 자료
- Hernandez, G. (1986). 《Fabry–Pérot Interferometers》. Cambridge: Cambridge University Press. ISBN 0-521-32238-3.